# José Salas Maldonado
José Salas Maldonado (Lorca, 15 de abril de 1958) es un político español, diputado a las Cortes Valencianas en la IX legislatura.
Es diplomado en Protocolo y Relaciones Institucionales y trabaja en una farmacia. Militante del PPCV, ha sido jefe de Gabinete de la alcaldesa de Elche (2011-2015), vicesecretario de organización de la sección local de Elche del PPCV y vicesecretario provincial de Comunicación de Alicante del PPCV. En las elecciones a las Cortes Valencianas de 2015 fue elegido diputado.
- Datos: Q21001457